# Andrea Ruggieri
Andrea Ruggieri (Roma, 21 novembre 1975) è un politico e editorialista italiano, deputato alla Camera per Forza Italia dal 2018 al 2022.

## Biografia
Diplomato al liceo Mamiani di Roma e laureato in giurisprudenza, diventa avvocato nel 2001; è giornalista professionista dal 2007. Ha collaborato come autore e inviato di diversi programmi televisivi su Rai 1 e su Rai 2 (tra gli altri, Qui Radio Londra con Giuliano Ferrara, Presunto colpevole, Alice con Anna La Rosa, L'Italia sul 2 con Milo Infante, L'ultima parola con Gianluigi Paragone, Virus - Il contagio delle idee con Nicola Porro). 
Nell’aprile del 2015 viene nominato da Silvio Berlusconi come responsabile dei rapporti con le TV di Forza Italia.
Viene candidato alle elezioni del 2018 da Forza Italia nel collegio plurinominale Lazio 1 - 01 alla Camera dei deputati, venendo eletto. Ha avanzato proposte di legge per abolire l'obbligo di contributo previdenziale per le partite Iva a gestione separata; per vietare la diffusione a mezzo stampa dell'immagine e del nome dei pubblici ministeri titolari di indagini penali; per istituire un Ministero del turismo con portafogli; per consentire il peer to peer tra privati; per modificare la legge Gozzini-Simeone in materia di liberazione anticipata e benefici di leggi ai condannati in via definitiva. Nella XVIII Legislatura fa parte della Commissione di vigilanza parlamentare Rai.
Dopo la mancata candidatura alle elezioni politiche anticipate del 2022, diventa opinionista dei programmi di Rete 4 Quarta Repubblica, Controcorrente e Stasera Italia ed è spesso ospite anche a Non è l'Arena su LA7, Agorà su Rai 3 a Oggi è un altro giorno su Rai 1 e alla trasmissione radiofonica La Zanzara su Radio 24.
Nell’aprile del 2023 viene annunciato come nuovo direttore responsabile, oltreché editorialista, de Il Riformista targato Matteo Renzi. Nel marzo del 2024 lascia il posto ad Alessandro Barbano. Attualmente è editorialista de Il Tempo e Il Giornale.

### Vita privata
È nipote del noto giornalista Bruno Vespa.
Dal 2011 al 2022 è stato legato sentimentalmente alla showgirl Anna Falchi.